# Conexión Vintage
Conexión Vintage es un programa de televisión deportivo español. Está presentando por Paco Grande y en él analiza junto a diferentes expertos un determinado aspecto del deporte del siglo XX y principios del siglo XXI.

## Programación
Conexión Vintage ofrece reportajes sobre aspectos históricos del deporte. No está centrado en ningún deporte en especial, pudiendo encontrar entre sus programas reportajes dedicados al fútbol, al baloncesto o al ciclismo. La primera emisión del programa data del 19 de octubre de 2012 en el que el reportaje se centró en la Selección de fútbol de España en la Copa Mundial de Fútbol de 1950. En sus numerosos programas ha habido reportajes sobre el Dream Team, sobre Perico Delgado, sobre leyendas de la liga como Mario Kempes o Quini, sobre clubes de fútbol como el Mérida AD o sobre partidos de fútbol como un Real Madrid contra el FC Barcelona. También ha habido reportajes sobre hípica, boxeo y Fórmula 1.